# Gemeinderats- und Bürgermeisterwahlen in Klagenfurt

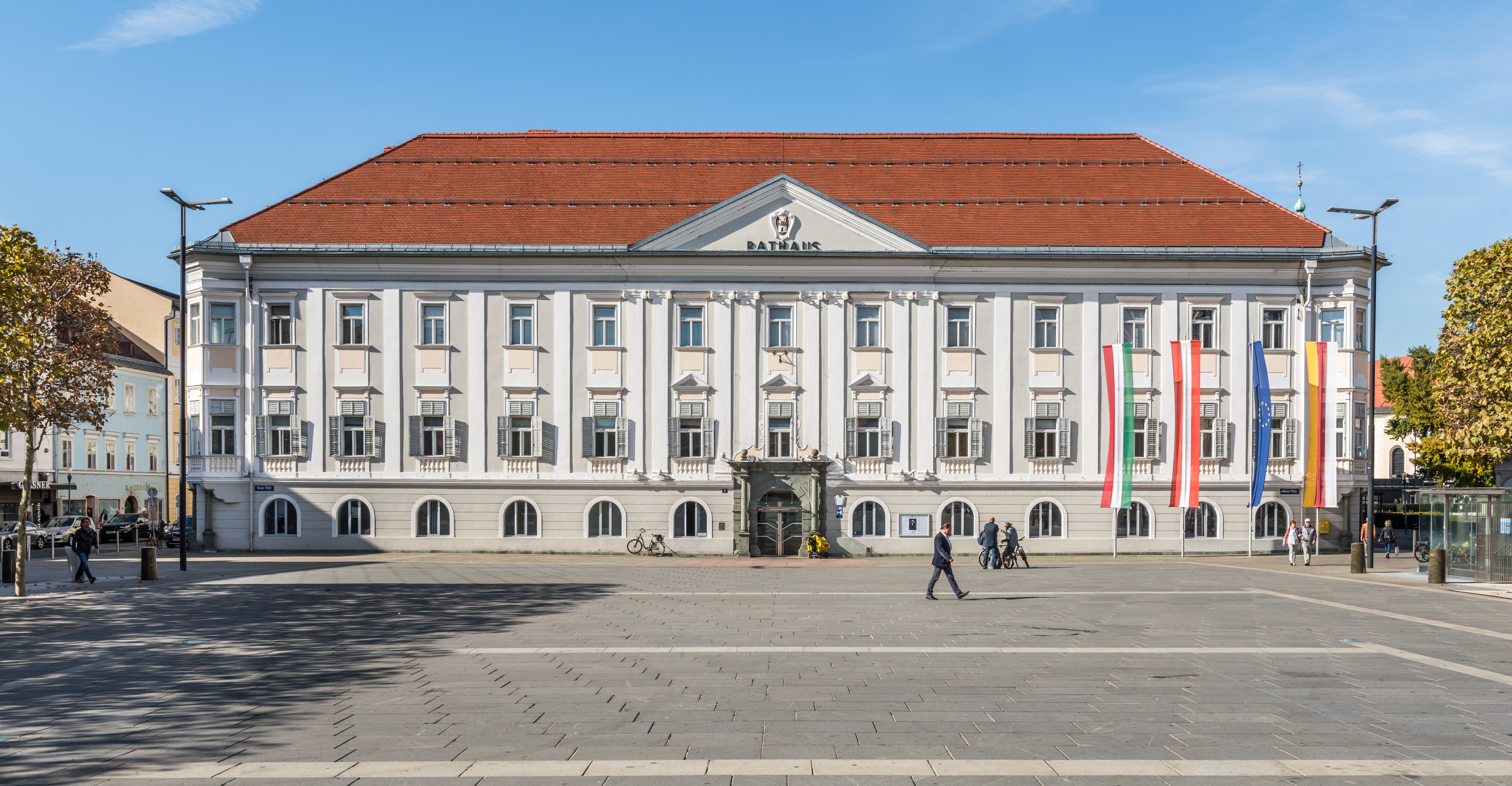
Das Klagenfurter Rathaus

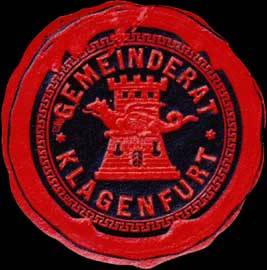
Historische Siegelmarke des Gemeinderates

Die Gemeinderats- und Bürgermeisterwahlen der Kärntner Landeshauptstadt Klagenfurt am Wörthersee werden im Rahmen der landesweit stattfindenden Gemeinderats- und Bürgermeisterwahlen abgehalten. Die Wahlen finden alle sechs Jahre statt, in der Vergangenheit betrug die Legislaturperiode auch nur fünf oder vier Jahre. Der 1945 unter Aufsicht der britischen Besatzer mit 24 Mandataren eingerichtete Gemeinderat wurde 1948 auf 36, 1973 schließlich auf 45 Mandatare vergrößert. Sieben dieser 45 Mandatare bilden den regierenden Stadtsenat. Er setzt sich aus dem Bürgermeister, seinen beiden Stellvertretern (siehe hierzu die Liste der Bürgermeister von Klagenfurt) und vier Stadträten zusammen. Seine Besetzung erfolgt nach dem Proporzsystem – ab einer gewissen Stärke hat jede im Gemeinderat vertretene Partei ein Anrecht auf Regierungsbeteiligung. Von 1973 bis 2015 hatte der Stadtsenat neun statt sieben Mitglieder.
Seit 1990 kann die Wahl eines Bürgermeisters in Österreich als direkte Personenwahl, die gleichzeitig mit der Gemeinderatswahl stattfindet, erfolgen. Kärnten wandte diese Praxis bei der Gemeinderatswahl 1991 als erstes Bundesland an. Da ein Wähler somit zwei Stimmzettel bekommt und nicht notwendigerweise jene Partei im Gemeinderat unterstützen muss, deren Bürgermeisterkandidaten er bevorzugt, sind unterschiedliche Mehrheiten bei der Gemeinderats- und der Bürgermeisterwahl möglich.

## Wahlwerbende Parteien und Systematik der Darstellung
Im Folgenden sind alphabetisch alle Parteien und Wählergruppen sowie mit ihnen verbundene Gruppierungen aufgeführt, die zumindest einmal bei Wahlen ein Mandat im Gemeinderat erringen konnten. Abspaltungen während der Legislaturperiode sind nicht berücksichtigt. Auch die Diagramme zur Sitzverteilung im Gemeinderat in den folgenden Abschnitten spiegeln nur die Situation unmittelbar nach der jeweiligen Wahl wieder. Parteien denen der Einzug nicht gelang sind in den Wahlergebnissen der jeweiligen Jahre unter „Sonstige“ subsumiert.
- BA: Bürgerallianz
- BZÖ: Bündnis Zukunft Österreich
- EW’09: Namensliste Ewald Wiedenbauer (vormals SPÖ)
- FPÖ: Freiheitliche Partei Österreichs
  - bis 1955 Verband der Unabhängigen (VdU)
- GRÜNE: Die Grünen – Die Grüne Alternative
  - 1979 erstmaliges Antreten der VGÖ als Grüne Liste Klagenfurt (GLK)
  - Bei den Wahlen 1985, 1991 und 1997 traten VGÖ und GRÜNE parallel an.
- KPÖ: Kommunistische Partei Österreichs
  - auch als Wahlgemeinschaft Österreichische Volksopposition (VO), Kommunisten und Linkssozialisten (KLS), Linksblock, Soziale Initiative Klagenfurt (SIK) oder Parteilose und KPÖ (LINX)
- NEOS: NEOS – Das Neue Österreich und Liberales Forum
- ÖVP: Österreichische Volkspartei
- SPÖ: Sozialdemokratische Partei Österreichs
- TK: Team Kärnten
  - 2015 erstmaliges Antreten als Team Kärnten-Stronach

## Gemeinderats- und Bürgermeisterwahlen 2021
- GRÜNE: 4
- SPÖ: 15
- NEOS: 3
- TK: 11
- ÖVP: 7
- FPÖ: 5

- Termin: 28. Februar 2021
- Wahlbeteiligung: 52,1 %
- Gewählter Bürgermeister: Christian Scheider (Team Kärnten)

Bei den Gemeinderats- und Bürgermeisterwahlen in Kärnten am 28. Februar 2021 standen in Klagenfurt elf Parteien bzw. Listen zur Wahl, von welchen zehn auch einen Kandidaten für das Bürgermeisteramt nominiert hatten. Umfragen sahen die SPÖ und deren Spitzenkandidatin, die bisherige Bürgermeisterin Maria-Luise Mathiaschitz, in Führung, wobei sich eine Stichwahl zwischen ihr und einem weiteren Kandidaten abzeichnete. Für Brisanz sorgt der Bruch des vormaligen Bürgermeisters Christian Scheider mit der FPÖ – er kandidierte für das bisher nicht im Gemeinderat vertretene Team Kärnten und etablierte sich zum stärksten Herausforderer der amtierenden Bürgermeisterin. Bei der Wahl konnte die SPÖ ihr Ergebnis von 2015 leicht verbessern, größter Gewinner war jedoch das Team Kärnten, welches 2015 deutlich am Gemeinderatseinzug gescheitert war und nun mit Scheider aus dem Stand 22,4 % erreichte. Auch die Neos konnten Gewinne verbuchen, alle anderen Parteien – insbesondere die FPÖ – verloren deutlich. Das Ergebnis führte zum Rücktritt gleich dreier Politiker: Wolfgang Germ von der FPÖ und Frank Frey von den Grünen traten von allen ihren Funktionen zurück. Markus Geiger von der ÖVP legte seine Funktion als Parteiobmann zurück. Die Wahlbeteiligung sank weiter auf 52,1 %
Bei der Bürgermeisterdirektwahl lag Maria-Luise Mathiaschitz mit 33,38 % knapp vor Christian Scheider mit 30,55 %, die Kandidaten der anderen Parteien lagen deutlich zurück. Bei der Stichwahl am 14. März konnte er sich mit 53,49 % deutlich gegen Maria-Luise Mathiaschitz durchsetzen und so seine zweite Amtszeit (nach 2009 bis 2015) als Bürgermeister antreten. Jürgen Pfeiler behielt das Amt des Ersten Vizebürgermeisters, trat jedoch im Oktober 2021 zurück, sein Nachfolger wurde Philipp Liesnig. Zweiter Vizebürgermeister wurde Alois Dolinar. Scheider vereinbarte ein „Arbeitsübereinkommen“ mit der SPÖ und der ÖVP, im Stadtsenat entfielen 3 Mandate auf die SPÖ, 2 auf das Team Kärnten und je eines auf ÖVP und FPÖ. Das Arbeitsübereinkommen wurde im Juni 2023 seitens der SPÖ aufgekündigt. Vorangegangen war ein länger schwelenden Konflikt um die von Scheider forcierte Weiterbestellung des Magistratsdirektors Peter Jost und von der Stadt angestoßene kurzfristige Ermittlungen der Staatsanwaltschaft gegen den Journalisten Franz Miklautz, der zweifelhaftes Gebaren seitens der Stadt im Zusammenhang mit Jost publik gemacht hatte.

## Gemeinderats- und Bürgermeisterwahlen 2015
- GRÜNE: 7
- SPÖ: 15
- NEOS: 1
- ÖVP: 9
- BA: 1
- FPÖ: 12

- Termin: 1. März 2015
- Wahlbeteiligung: 57,1 %
- Gewählte Bürgermeisterin: Maria-Luise Mathiaschitz (SPÖ)

Bei der im Rahmen der Gemeinderats- und Bürgermeisterwahlen in Kärnten 2015 abgehaltenen Wahl erlitt die FPÖ, die 2009 noch als BZÖ kandidiert hatte und kurz nach dem Unfalltod des Parteigründers Jörg Haider beträchtliche Erfolge verbuchen konnte, große Verluste. Die SPÖ erholte sich nach dem Tiefpunkt 2009 deutlich, die Grünen konnten leichte Zugewinne verbuchen. Die Neos zogen erstmals in den Gemeinderat ein, lagen jedoch nur wenige Stimmen vor der Bürgerallianz des kurz vor der Wahl aus der FPÖ ausgetretenen ehemaligen Vizebürgermeisters Albert Gunzer. Insgesamt waren 13 Listen zur Wahl angetreten, von welchen sechs den Einzug in den Gemeinderat schafften. Trotz dieser historisch größten Zahl an Kandidierenden erreichte die Wahlbeteiligung mit 57,1 % einen neuen Tiefststand.
Bei der Direktwahl des Bürgermeisters lag Amtsinhaber Christian Scheider (FPÖ) im ersten Wahldurchgang mit 31,08 % knapp vor der SPÖ-Kandidatin Maria-Luise Mathiaschitz mit 30,08 %. Bei der folgenden Stichwahl konnte diese sich mit 53,3 % der Stimmen durchsetzen und die SPÖ erstmals seit 1973 den Bürgermeister stellen. Erster Vizebürgermeister wurde Jürgen Pfeiler, Christian Scheider erhielt das Amt des zweiten Vizebürgermeisters, gab es kurz vor der Wahl 2021 jedoch an Wolfgang Germ ab und trat aus der FPÖ aus. Nach Vorbild der amtierenden Landesregierung Kaiser I vereinbarte Mathiaschitz eine Koalition mit ÖVP und Grünen. Von den nun wieder sieben Mitgliedern des Stadtsenates entfielen drei auf die SPÖ, eines auf die ÖVP. zwei auf die FPÖ und eines auf die Grünen.

## Gemeinderats- und Bürgermeisterwahlen 2009
- GRÜNE: 5
- SPÖ: 11
- EW’09: 1
- ÖVP: 9
- BZÖ: 18
- FPÖ: 1

- Termin: 1. März 2009
- Wahlbeteiligung: 71,7 %
- Gewählter Bürgermeister: Christian Scheider (BZÖ/FPÖ)

Die Gemeinderats- und Bürgermeisterwahlen wurden in Kärnten am 1. März 2009 parallel mit der Landtagswahl abgehalten. In Klagenfurt standen zehn Parteien sowie acht Bürgermeisterkandidaten und damit soviele Gruppierungen wie noch nie zur Wahl. Sechs Parteien schafften den Einzug in den Gemeinderat. Deutlich stimmenstärkste Partei wurde das 2005 vom kurz vor der Wahl verunfallten Landeshauptmann Jörg Haider gegründete BZÖ. SPÖ und ÖVP erlitten jeweils Verluste im zweistelligen Prozentbereich. Die Grünen konnten in der polarisierten Politiklandschaft leicht zulegen. Die FPÖ, deren Funktionäre 2005 fast vollständig zum BZÖ übergelaufen waren, errang einen Sitz im Gemeinderat, ebenso die Liste EW'09 des nach internen Konflikten und Betrugsvorwürfen aus der SPÖ ausgetretenen ehemaligen Vizebürgermeisters Ewald Wiedenbauer. Die Wahlbeteiligung war mit 71,7 % höher als bei den beiden vorangegangenen Gemeinderatswahlen.
Bei der Bürgermeisterwahl galt Amtsinhaber Harald Scheucher im Vorfeld als klarer Favorit. Am Wahltag musste er sich jedoch überraschend mit 22,1 % der Stimmen und damit nur Rang drei hinter Christian Scheider (BZÖ, 40,7 %) und Maria-Luise Mathiaschitz (SPÖ, 24 %) geschlagen geben. Die ÖVP verlor damit den Posten des Bürgermeisters, den sie seit 1973 kontinuierlich besetzen konnte. Bei der folgenden Stichwahl setzte sich Scheider mit rund 64 % klar gegen seine Konkurrentin durch. Erster Vizebürgermeister wurde Albert Gunzer, Mathiaschitz übernahm das Amt der Zweiten Vizebürgermeisterin. Christian Scheider vereinbarte ein Arbeitsübereinkommen mit der SPÖ. Von den neun Mitgliedern des Stadtsenates entfielen vier auf das BZÖ, je zwei auf SPÖ und ÖVP sowie eines auf die Grünen. Das Übereinkommen zwischen BZÖ und SPÖ zerbrach nach zweieinhalb Jahren, für den Rest der Legislaturperiode war die Stadtpolitik von rauen Tönen gekennzeichnet.

## Gemeinderats- und Bürgermeisterwahlen 2003
- GRÜNE: 4
- SPÖ: 17
- ÖVP: 15
- FPÖ: 9

- Termin: 9. März 2003
- Wahlbeteiligung: 62,6 %
- Gewählter Bürgermeister: Harald Scheucher (ÖVP)

Bei den 2003 stattfindenden Wahlen konnte die SPÖ sich nach den starken Verlusten des Jahres 1997 erholen. Auch die ÖVP konnte Zugewinne verbuchen, blieb jedoch hinter den Prognosen, welche sie vor der Wahl in Führung gesehen hatten, zurück. Die FPÖ musste deutliche Verluste hinnehmen. Nach Aussage von Spitzenkandidat Mario Canori waren die Entwicklungen in der Bundespolitik, die der Partei bei der Nationalratswahl im Dezember 2002 gravierende Verluste beschert hatten, für die Niederlage ausschlaggebend. Nachdem die VGÖ nicht mehr zur Wahl antrat, konnten die Grünen geeint auftreten und deutliche Zugewinne erzielen. Damit waren sie erstmals stark genug im Gemeinderat vertreten, um einen Stadtratsposten beanspruchen zu können. Die Wahlbeteiligung betrug 2003 nur noch 62,6 %.
Im Vorfeld der Bürgermeisterwahl war ein klarer Sieg von Amtsinhaber Harald Scheucher erwartet worden. Er erzielte jedoch nur 41,7 % und damit nicht wie erwartet sofort die absolute Mehrheit. Sein stärkster Konkurrent war Vizebürgermeister Ewald Wiedenbauer, der 33,3 % der Stimmen erzielte. Bei der zwei Wochen später stattfindenden Stichwahl setzte Scheucher sich mit 50,9 % knapp gegen Wiedenbauer durch. Nach seiner Wiederwahl erneuerte Scheucher seine 2001 zerbrochene Koalition mit der FPÖ. Ewald Wiedenbauer wurde erneut Erster Vizebürgermeister, das Amt des Zweiten Vizebürgermeisters ging erneut an Mario Canori. Von den neun Mitgliedern des Stadtsenates entfielen jeweils drei auf ÖVP und SPÖ. zwei auf die FPÖ und eines auf die Grünen. Ende 2005 zerbrach die Koalition zwischen ÖVP und dem nunmehrigen BZÖ erneut, nachdem die ÖVP mit der SPÖ gegen den Willen des Koalitionspartners für die Schaffung einer stadteigenen Immobiliengesellschaft gestimmt hatte. Mario Canori zog sich aus der Politik zurück, sein Nachfolger als Vizebürgermeister wurde Walter Zwick von der ÖVP. Auch in der SPÖ kam es zu Veränderungen: Vizebürgermeister Wiedenbauer musste sein Amt nach Betrugsvorwürfen bei seiner Wiederwahl zum Stadtparteiobmann an Maria-Luise Mathiaschitz abgeben.

## Gemeinderats- und Bürgermeisterwahlen 1997
- VGÖ: 2
- GRÜNE: 1
- SPÖ: 14
- ÖVP: 14
- FPÖ: 14

- Termin: 9. März 1997
- Wahlbeteiligung: 69,7 %
- Gewählter Bürgermeister: Harald Scheucher (ÖVP)

Die Wahlen des Jahres 1997 hatten nach starken Verlusten der SPÖ und ebensolchen Gewinnen der FPÖ eine Pattsituation mit drei quasi gleich starken Parteien zur Folge. Die VGÖ hatte ihre Stimmenanteile leicht ausbauen können. Neben diesen stellten nun auch die Grünen, die bei der Wahl 1991 mit 1,6 % der Stimmen am Einzug gescheitert waren, ein Mitglied des Gemeinderates. Mit nunmehr 69,7 % war die Wahlbeteiligung im Vergleich zu 1991 deutlich gesunken.
Leopold Guggenberger hatte nach vier Amtszeiten nicht mehr für das Amt des Bürgermeisters kandidiert, sein Nachfolger als Kandidat der ÖVP war Harald Scheucher (Sohn von Blasius Scheucher, der 1950 bis 1962 Vizebürgermeister war). Im ersten Wahlgang errang er 40,4 % der Stimmen. Auf den Plätzen zwei und drei folgten der bisherige Vizebürgermeister Siegbert Metelko von der SPÖ mit 28,0 % und Klaus Lukas von der FPÖ mit 23,0 %. Scheucher gewann die Stichwahl klar mit 67,8 % der Stimmen, Metelko wurde erneut Vizebürgermeister, übergab das Amt jedoch 1998 an Ewald Wiedenbauer. Bürgermeister Scheucher führte die seit 1973 bestehende Koalition mit der FPÖ fort. Sie wurde jedoch im Juni 2001 von der FPÖ aufgelöst, nachdem ihr von ÖVP und SPÖ das Finanzreferat entzogen worden war. Bis zu diesem Jahr hatte Gustav Possegger das Vizebürgermeisteramt für die FPÖ inne, danach folgte ihm Mario Canori. Dem ausgeglichenen Wahlergebnis entsprechend entfielen auf SPÖ, ÖVP und FPÖ jeweils drei Posten im Stadtsenat.

## Gemeinderats- und Bürgermeisterwahlen 1991
- VGÖ: 2
- SPÖ: 19
- ÖVP: 14
- FPÖ: 10

- Termin: 10. März 1991
- Wahlbeteiligung: 82,9 %
- Gewählter Bürgermeister: Leopold Guggenberger (ÖVP)

Nach der Kontinuität der 1980er Jahre sorgte die Wahl 1991 für einige politische Veränderungen. Die SPÖ konnte ihr Ergebnis von 1985 nur leicht verbessern, errang jedoch aufgrund starker Verluste der ÖVP die relative Mehrheit im Gemeinderat. Die Verluste der ÖVP waren auch auf einen Aufschwung der FPÖ zurückzuführen, die mit Jörg Haider seit 1989 den Kärntner Landeshauptmann stellte. Die VGÖ konnte an Stimmen zulegen und auch die Grünen hatten kandidiert, scheiterten jedoch am Einzug in den Gemeinderat. Mit 82,9 % erreichte die Wahlbeteiligung wieder das hohe Niveau der 70er-Jahre.
Erstmals wurde der Bürgermeister nun direkt gewählt und nicht mehr nur über Koalitionen im Gemeinderat bestimmt. Im ersten Wahlgang erzielte Amtsinhaber Leopold Guggenberger 45,6 % der Stimmen, Zweiter wurde der SPÖ-Kandidat Michael Ausserwinkler (Sohn des langjährigen Bürgermeisters Hans Ausserwinkler) mit 41,6 %. In der folgenden Stichwahl setzte sich Guggenberger mit 52,7 % gegen Ausserwinkler durch und wurde damit zum dritten Mal als Bürgermeister bestätigt, Ausserwinkler wurde Vizebürgermeister, übergab das Amt jedoch 1992 an Siegbert Metelko. Der vormalige FPÖ-Vizebürgermeister Walter Candussi war nach heftigem Konflikt mit Jörg Haider aus der Politik ausgeschieden, neuer Vizebürgermeister für die FPÖ wurde Reinhart Gaugg. Von den neun Mitgliedern des Stadtsenates entfielen weiterhin vier auf die SPÖ. Die Zahl der ÖVP-Stadträte reduzierte sich von vier auf drei, jener der FPÖ erhöhte sich auf zwei.

## Gemeinderats- und Bürgermeisterwahlen 1985
- VGÖ: 1
- SPÖ: 18
- ÖVP: 22
- FPÖ: 4

- Termin: 17. März 1985
- Wahlbeteiligung: 76,8 %
- Gewählter Bürgermeister: Leopold Guggenberger (ÖVP)

Die Wahl des Jahres 1985 war von der Beliebtheit des Bürgermeisters Guggenberger und daraus folgender politischer Kontinuität gekennzeichnet. Die ÖVP verzeichnete leichte Zuwächse, die FPÖ blieb stabil, wohingegen die SPÖ einige Prozentpunkte verlor. Mit der VGÖ gelang nun erstmals einer grünen Partei der Einzug in den Gemeinderat. Die Wahlbeteiligung nahm deutlich ab, sie betrug 76,8 %.
Leopold Guggenberger wurde fraglos als Bürgermeister bestätigt und zog damit in der Zahl der Amtszeiten mit seinem Vorgänger Ausserwinkler gleich. Während seiner Amtszeiten leitete er zahlreiche Infrastrukturprojekte ein und sorgte für eine Revitalisierung der Klagenfurter Altstadt Außerdem initiierte er eine Reihe von Städtepartnerschaften, was der Stadt Klagenfurt 1986 den Europapreis einbrachte. Guggenberger führte seine bewährte Koalition mit der FPÖ fort, diese stellte mit Walter Candussi nun auch wieder den ersten Vizebürgermeister. Das Amt des zweiten Vizebürgermeisters verblieb bei Kurt Peterle (SPÖ). Von den neun Mitgliedern des Stadtsenates entfielen weiterhin vier auf die SPÖ. Die ÖVP hielt nun vier Stadträte, die FPÖ einen.

## Gemeinderats- und Bürgermeisterwahlen 1979
- SPÖ: 21
- ÖVP: 21
- FPÖ: 3

- Termin: 25. März 1979
- Wahlbeteiligung: 83,6 %
- Gewählter Bürgermeister: Leopold Guggenberger (ÖVP)

Die Wahl 1979 Stand ganz im Zeichen des Erfolges der ÖVP. Der SPÖ war es nicht gelungen, ihre 1973 erlittenen Verluste zu kompensieren, die Bürgermeisterpartei gewann hingegen fast ein Drittel an Stimmen hinzu. Dieser Zuwachs ging in großen Teilen zu Lasten des Koalitionspartners FPÖ, welche nur mehr drei statt acht Sitze im Gemeinderat innehatte. Die KPÖ schied mit dieser Wahl aus dem Gemeinderat aus. Trotz regelmäßiger Antritte alleine oder in Kooperation mit anderen linken Gruppen gelang ihr bei den folgenden Wahlen kein Wiedereinzug. Mit 83,6 % entsprach die Wahlbeteiligung quasi dem Niveau von 1973.
Leopold Guggenberger, dessen hoher Beliebtheit Grundlage für den Erfolg der ÖVP war, blieb Bürgermeister. Die FPÖ konnte aufgrund ihrer Verluste keinen Vizebürgermeister mehr stellen, stattdessen ging das Amt an Walter Dermuth (Sohn des ehemaligen Vizebürgermeisters Otto Dermuth), Vizebürgermeister für die SPÖ wurde Kurt Peterle. Von den neun Mitgliedern des Stadtsenates entfielen weiterhin vier auf die SPÖ, die damit erstmals nicht mehr die stärkste Gruppierung in der Stadtregierung war. Der ÖVP standen fünf Stadträte zu, sie überließ jedoch einen der Posten ihrem Koalitionspartner FPÖ.

## Gemeinderats- und Bürgermeisterwahlen 1973
- KLS: 1
- SPÖ: 20
- ÖVP: 16
- FPÖ: 8

- Termin: 25. März 1973
- Wahlbeteiligung: 83,3 %
- Gewählter Bürgermeister: Leopold Guggenberger (ÖVP)

Ab 1973 wurden die Wahlen nicht mehr im Herbst, sondern im Frühling abgehalten. Der März 1973 brachte aber auch gravierende politische Veränderungen in den Klagenfurter Gemeinderat. Die SPÖ hatte aufgrund einer umstrittenen Gemeindereform und der in weiten Teilen der Bevölkerung als zu „slowenenfreundlich“ betrachteten Haltung des Landeshauptmannes Hans Sima (vgl. Ortstafelsturm) an Rückhalt verloren. Profiteur dieser Entwicklung war das sogenannte Dritte Lager, repräsentiert durch die FPÖ. Bei den Wahlen des Jahres 1973 konnte die FPÖ deutliche Zugewinne verbuchen. Zwar war die SPÖ trotz deutlicher Verluste noch stärkste Kraft, hatte aber ihre absolute Mehrheit verloren. Auch die Kommunisten konnten knapp wieder ein Mandat im Gemeinderat erlangen, der mit dieser Wahl von 36 auf 45 Sitze erweitert worden war. Mit 83,3 % war die Wahlbeteiligung im Vergleich zu 1967 leicht gestiegen.
Obwohl die SPÖ noch klar die stärkste Partei war, gelang es ihr nicht, das Amt des Bürgermeisters zu halten. Für den ÖVP-Kandidaten Leopold Guggenberger eröffnete das Wahlergebnis die Möglichkeit, eine Koalition ohne die SPÖ zu bilden, welche bis 2001 ununterbrochen Bestand haben sollte. Somit wurde der FPÖ-Kandidat Gert Vallon zum ersten Vizebürgermeister der Freiheitlichen in Klagenfurt. Damit stellte die ÖVP erstmals in der zweiten Republik den Klagenfurter Bürgermeister, die SPÖ musste sich auf das Amt des zweiten Vizebürgermeisters beschränken, welches 1974 von Hans Romauch an Otmar Schwingl und von diesem noch im selben Jahr weiter an Heribert Medweschek übertragen wurde. Mit dem Gemeinderat war auch der Stadtsenat erweitert worden. Von den nun neun Mitgliedern entfielen weiterhin vier auf die SPÖ. Die ÖVP stellte nun drei, der Koalitionspartner FPÖ zwei Stadträte.

## Gemeinderats- und Bürgermeisterwahlen 1967
- SPÖ: 20
- ÖVP: 12
- FPÖ: 4

- Termin: 8. Oktober 1967
- Wahlbeteiligung: 82,6 %
- Gewählter Bürgermeister: Hans Ausserwinkler (SPÖ)

Auch bei den Wahlen des Jahres 1967 kam es zu keiner Änderung der politischen Verhältnisse. Im Gegenteil erreichte die SPÖ erstmals seit 1945 wieder die absolute Mehrheit, nachdem sie ÖVP und VdU gleichermaßen Wählerstimmen abnehmen konnte. Die Kommunisten verloren ihre 1962 dazugewonnenen Wähler wieder und schieden aus dem Gemeinderat aus.
Mit 82,6 % blieb die Wahlbeteiligung quasi auf dem Niveau der Wahl 1962.
Bürgermeister Hans Ausserwinkler, dessen Beliebtheit für den Wahlerfolg der SPÖ bestimmend war, konnte somit seine dritte Amtszeit antreten. Vizebürgermeister waren Walter Flucher (ÖVP) und Hans Romauch (SPÖ). Von den sieben Mitgliedern des Stadtsenates entfielen weiterhin vier auf die SPÖ. Die FPÖ konnte einen Stadtratsposten zurückerlangen, die ÖVP stellte somit zwei Stadträte.

## Gemeinderats- und Bürgermeisterwahlen 1962
- KLS: 1
- SPÖ: 17
- ÖVP: 13
- FPÖ: 5

- Termin: 7. Oktober 1962
- Wahlbeteiligung: 82,4 %
- Gewählter Bürgermeister: Hans Ausserwinkler (SPÖ)

Bei den Wahlen 1962 setzte sich der Trend zu politischer Kontinuität in Gemeinderat  und Stadtregierung weiter fort. Bei SPÖ, ÖVP und FPÖ kam es zu keinen nennenswerten Veränderungen der Wählerzahlen, die Kommunisten konnten sich nach den Verlusten von 1957 wieder auf das Niveau der Jahre davor erholen.
Die Wahlbeteiligung sank weiter auf nun 82,4 %.
Bürgermeister Hans Ausserwinkler, der für die Erstellung eines ersten Flächenwidmungsplans gesorgt hatte und somit die Grundlage für längerfristige Konzepte der Stadtentwicklung schuf, wurde in seinem Amt bestätigt. Der langjährige ÖVP-Vizebürgermeister Blasius Scheucher war kurz vor der Wahl verstorben, ihm folgte Rudolf Nowak. Vizebürgermeister für die SPÖ blieb Josef Seidling. Wie schon 1957 entfielen von den sieben Mitgliedern des Stadtsenates vier auf die SPÖ und drei auf die ÖVP.

## Gemeinderats- und Bürgermeisterwahlen 1957
- KLS: 1
- SPÖ: 17
- ÖVP: 13
- FPÖ: 5

- Termin: 6. Oktober 1957
- Wahlbeteiligung: 88,4 %
- Gewählter Bürgermeister: Hans Ausserwinkler (SPÖ)

Auch die im Oktober 1957 abgehaltene Wahl führte nicht zu großen politischen Veränderungen. Die ÖVP konnte sich um einige Prozentpunkte verbessern, während die nunmalige FPÖ in der Wählergunst sank. Klarer Wahlgewinner war jedoch die SPÖ, die damit weiter Anspruch auf den Posten des Bürgermeisters erheben konnte. Die Kommunisten verloren fast die Hälfte der Wähler von 1953 und konnten ihren einzigen Sitz im Gemeinderat nur knapp halten.
Die Wahlbeteiligung sank weiter leicht auf nun 88,4 %.
Bürgermeister Peter Graf hatte nicht mehr für das Amt kandidiert. Dieses ging nun an seinen Parteikollegen Hans Ausserwinkler, der diese Funktion bis 1973 innehaben sollte. Blasius Scheucher amtierte weiterhin als ÖVP-Vizebürgermeister, die SPÖ stellte Josef Seidling als Vizebürgermeister auf. Von den sieben Mitgliedern des Stadtsenates entfielen weiterhin vier auf die SPÖ, die FPÖ musste ihren einzigen Stadtrat an die ÖVP abgeben, die somit drei Stadträte stellen konnte.

## Gemeinderats- und Bürgermeisterwahlen 1953
- VO: 1
- SPÖ: 18
- ÖVP: 10
- FPÖ: 7

- Termin: 22. Februar 1953
- Wahlbeteiligung: 92,1 %
- Gewählter Bürgermeister: Peter Graf (SPÖ)

Die im  Februar 1953 parallel zur Landtagswahl abgehaltene Wahl brachte keine großen politischen Veränderungen. Nachdem die akute Not der Nachkriegszeit mittlerweile gelindert war, konnte Bürgermeisters Peter Graf mit umfassenden Infrastruktur- und Wohnbauprojekten Sympathien erringen. Im Gemeinderat wechselte jeweils ein Mandat von ÖVP und VdU zur Partei des Bürgermeisters, die Kommunisten stagnierten auf niedrigem Niveau.
Die Wahlbeteiligung war leicht auf 92,1 % gesunken.
Bürgermeister Peter Graf, der das Amt nach dem Tod von Schatzmayer 1952 übernommen hatte, wurde somit in seinem Amt bestätigt. Blasius Scheucher blieb ÖVP-Vizebürgermeister, Der SPÖ-Vizebürgermeister Otto Katzian wurde 1954 von Franz Pogatschnig abgelöst. Wie schon 1949 entfielen von den sieben Mitgliedern des Stadtsenates vier auf die SPÖ, zwei auf die ÖVP und eines auf die VdU.

## Gemeinderats- und Bürgermeisterwahlen 1949
- KPÖ: 1
- SPÖ: 16
- ÖVP: 11
- FPÖ: 8

- Termin: 9. Oktober 1949
- Wahlbeteiligung: 94,9 %
- Gewählter Bürgermeister: Friedrich Schatzmayer (SPÖ, †), Peter Graf (SPÖ)

Die ersten tatsächlichen Gemeinderatswahlen seit 17 Jahren wurden am 9. Oktober 1949 abgehalten. Sie brachten der erstmals kandidierenden VdU einen beachtlichen Erfolg, der vor allem zu Lasten der Sozialdemokraten ging. Das sogenannte Dritte Lager war in Kärnten immer schon stark präsent gewesen. Die Kommunisten verloren zwei ihrer drei Gemeinderatssitze.
Die Wahlbeteiligung wuchs mit 94,9 % auf einen nie wieder erreichten Höchststand.
Friedrich Schatzmayer blieb Bürgermeister, er verstarb jedoch 1952, also während der laufenden Legislaturperiode. Ihm folgte interimistisch sein Parteikollege Peter Graf nach. Im Jahr 1950 wurde Blasius Scheucher an Stelle von Otto Dermuth Vizebürgermeister der ÖVP, er sollte dieses Amt bis zu seinem Tod 1962 innehaben. Der SPÖ-Vizebürgermeister Otto Katzian amtierte weiter. Von den sieben Mitgliedern des Stadtsenates entfielen vier auf die SPÖ, die ÖVP hielt weiterhin bei zwei Regierungsmitgliedern, die VdU stellte ein Mitglied.

## Gemeinderat und Bürgermeister ab 1945
- KPÖ: 3
- SPÖ: 21
- ÖVP: 12

- Termin: 25. November 1945 (Landtagswahl)
- Wahlbeteiligung: 91,0 %
- Gewählter Bürgermeister: Friedrich Schatzmayer (SPÖ)

Im Chaos der letzten Kriegstage wurde der amtierende Klagenfurter Bürgermeister Friedrich von Franz (NSDAP) am 7. Mai 1945 von jugoslawischen Partisanen verschleppt und zwei Monate später erschossen. Währenddessen formierte sich in Wien unter Karl Renner eine Provisorische Staatsregierung und in Klagenfurt unter Hans Piesch eine erste Landesversammlung. Die Zusammensetzung beider Organe konnten nicht auf Wahlergebnissen basieren, die Zuständigkeiten wurden zwischen den drei nicht-nationalsozialistischen Parteien SPÖ, ÖVP und KPÖ frei geregelt. Die Regelungen auf Kommunaler Ebene waren ähnlich provisorisch. Noch im Mai 1945 wurde Friedrich Schatzmayer (SPÖ) von den britischen Besatzungstruppen kommissarisch als neuer Bürgermeister eingesetzt. Zum Vizebürgermeister wurde Josef Matt designiert. Im September 1945 erließ die Landesregierung eine Verordnung, laut welcher die Gemeinderäte auf Basis der letzten demokratischen Gemeinderatswahl von 1932 zu bilden seien. Dies hatte einen Ausschluss vieler Funktionäre der KPÖ zur Folge, welche dagegen bei Staatskanzler Renner Beschwerde einlegte.
Für den November 1945 waren von der Staatsregierung und der von ihr einberufenen Länderkonferenz Nationalrats- und Landtagswahlen angesetzt worden. Da die Organisation dieser für die gerade erst im Aufbau begriffene Verwaltung bereits eine große Herausforderung war, beschloss man, Gemeinderatswahlen erst zu einem späteren Zeitpunkt abzuhalten. Stattdessen wurde die Zusammensetzung des Gemeinderates durch die jeweiligen lokalen Ergebnisse der Landtagswahl bestimmt. Die Wahlbeteiligung bei der Landtagswahl betrug in Klagenfurt 91,0 %.
Wie im Rest Österreichs war auch das Klagenfurter Ergebnis für die Kommunisten eine herbe Enttäuschung. Die SPÖ errang die absolute Mehrheit, somit verblieb Bürgermeister Friedrich Schatzmayer im Amt. Der 1946 offiziell konstituierte Gemeinderat umfasste auf Anordnung der Britischen Besatzer nur 24 Sitze, wovon 14 auf die SPÖ, acht auf die ÖVP und zwei auf die KPÖ entfielen. Der ÖVP-Vizebürgermeister Josef Matt wurde aufgrund seiner Berufung in den Nationalrat 1946 von Franz Krassnig abgelöst. Bei der Neukonstituierung des Gemeinderats 1948 (er wurde unter Beibehaltung der politischen Kräfteverhältnisse auf 36 Sitze erweitert) löste Otto Dermuth den wegen Verstößen gegen das Kriegsverbrechergesetz in die Kritik geratenen Krassnig als zweiten Vizebürgermeister ab. Seit 1946 hatte SPÖ mit Otto Katzian ebenfalls einen Vizebürgermeister gestellt, er wurde 1948 zum Ersten Vizebürgermeister vereidigt. Von den sieben Mitgliedern des Stadtsenates entfielen fünf auf die SPÖ und zwei auf die ÖVP.